# Semaeopus testacea
Semaeopus testacea är en fjärilsart som beskrevs av Paul Dognin 1913. Semaeopus testacea ingår i släktet Semaeopus och familjen mätare. Inga underarter finns listade i Catalogue of Life.